# Premi Sur al millor actor de repartiment
El Premi Sur al millor actor de repartiment és un dels premis atorgats per l'Academia de las Artes y Ciencias Cinematográficas de la Argentina (AACCA) en reconeixement d'aquells actors amb interpretacions secundàries destacades en alguna pel·lícula de l'any anterior.
Els següents són els guanyadors del premi des de la seva primera edició, en 2006:

## Introducció

### Actors més nominats
- 3 nominacions: Juan Minujín.
- 2 nominacions: Luis Brandoni, Alfredo Casero, Diego Cremonesi, Daniel Fanego, Arturo Goetz, Fernán Mirás, Osmar Núñez.

## Guardonats per any

### Dècada de 2020
| 2020 15a edició  |                                       |                |
| Osmar Núñez      | La muerte no existe y el amor tampoco | Jorge          |
| Sebastián Arzeno | Angélica                              | Ariel          |
| Benjamín Amadeo  | Crímenes de familia                   | Daniel Arrieta |
| Boy Olmi         | El encanto                            | Rudy           |

### Década de 2010
| 2019 14a edició       |                                      |                       |
| Sebastián Arzeno      | Las buenas intenciones               | Néstor                |
| Carlos Belloso        | La odisea de los giles               | Atanasio Medina       |
| Luis Brandoni         | 4x4                                  | Julio Amadeo          |
| Diego Cremonesi       | La afinadora de árboles              | Ariel                 |
| 2018 13a edició       |                                      |                       |
| Daniel Fanego         | El Ángel                             | José Peralta          |
| Diego Cremonesi       | Rojo                                 | Hombre Extraño        |
| Claudio Martínez Bel  | Rojo                                 | Vivas                 |
| Luis Rubio            | El amor menos pensado                | Edi                   |
| 2017 12a edició       |                                      |                       |
| Pablo Cedrón          | El otro hermano                      | Enzo                  |
| Daniel Aráoz          | Una especie de familia               | Dr. Costas            |
| Juan Minujín          | Zama                                 | Ventura Prieto        |
| Gerardo Romano        | La cordillera                        | Castex                |
| 2016 11a edició       |                                      |                       |
| Dady Brieva           | El ciudadano ilustre                 | Antonio               |
| Javier Drolas         | Gilda, no me arrepiento de este amor | Toti Giménez          |
| Joaquín Furriel       | Cien años de perdón                  | Loco                  |
| Roly Serrano          | Gilda, no me arrepiento de este amor | El Tigre Almada       |
| 2015 10a edició       |                                      |                       |
| Rafael Spregelburd    | Abzurdah                             | Eduardo               |
| Fabián Arenillas      | Dos disparos                         | Arturo                |
| Rafael Ferro          | La vida después                      | Gonzalo               |
| Diego Torres          | Papeles en el viento                 | El Mono               |
| 2014 9a edició        |                                      |                       |
| Germán de Silva       | Relatos salvajes                     | José                  |
| Diego Gentile         | Relatos salvajes                     | Ariel                 |
| Osmar Núñez           | Relatos salvajes                     | Abogado               |
| Alejandro Urdapilleta | Un paraíso para los malditos         | Román                 |
| 2013 8a edició        |                                      |                       |
| Guillermo Pfening     | Wakolda                              | Klaus                 |
| Norman Briski         | 5.5.5                                | El Pintor Cósmico     |
| Alfredo Casero        | La reconstrucción                    | Mario                 |
| Nicolás Francella     | Corazón de León                      | Toto                  |
| 2012 7a edició        |                                      |                       |
| César Troncoso        | Infancia clandestina                 | Horacio               |
| Alfredo Casero        | Dos más dos                          | Pablo                 |
| Daniel Fanego         | Todos tenemos un plan                | Adrián                |
| Juan Minujín          | Dos más dos                          | Richard               |
| Fernán Mirás          | Días de vinilo                       | Luciano               |
| 2011 6a edició        |                                      |                       |
| Claudio Rissi         | Aballay                              | El Muerto             |
| Ignacio Huang         | Un cuento chino                      | Jun                   |
| Fernán Mirás          | Juan y Eva                           | Gral. Eduardo Álvarez |
| Martín Piroyansky     | Mi primera boda                      | Fede                  |
| 2010 5a edició        |                                      |                       |
| Martín Slipak         | Sin retorno                          | Matías                |
| Pablo Echarri         | Cuestión de principios               | Silva                 |
| Osmar Núñez           | Dos hermanos                         | Mario                 |
| Diego Reinhold        | Miss Tacuarembó                      | Carlos                |

### Dècada de 2000
| 2009 4a edició      |                        |                      |
| Guillermo Francella | El secreto de sus ojos | Pablo Sandoval       |
| Mario Alarcón       | El secreto de sus ojos | Juez Fortuna Lacalle |
| Luis Brandoni       | Felicitas              | Martín de Álzaga     |
| Pablo Rago          | El secreto de sus ojos | Ricardo Morales      |
| 2008 3a edició      |                        |                      |
| Juan Minujín        | Cordero de Dios        | Paco                 |
| Arturo Goetz        | El nido vacío          | Dr. Sprivak          |
| Gabriel Goity       | Un novio para mi mujer | El Cuervo Flores     |
| Jean Pierre Noher   | El nido vacío          | Fernando             |
| 2007 2a edició      |                        |                      |
| Martín Piroyansky   | XXY                    | Álvaro               |
| Osvaldo Bonet       | El otro                | Pare de Juan         |
| Germán Palacios     | XXY                    | Ramiro               |
| 2006 1a edició      |                        |                      |
| Nazareno Casero     | Crónica de una fuga    | Guillermo Fernández  |
| Alberto de Mendoza  | Tapes                  | Mariano              |
| Arturo Goetz        | Derecho de familia     | Bernardo Perelman    |
| Duilio Marzio       | Las manos              | Mons. Alessandri     |